# Castillo de Villafranca de Ebro
El castillo de Villafranca de Ebro o Torre de Villafranca de Ebro fue una fortificación situada en el municipio zaragozano de Villafranca de Ebro. En la actualidad está protegido como zona arqueológica.

## Historia
Se trataba de un castillo de origen musulmán, que durante la época de la taifa de Zaragoza debió formar parte del sistema defensivo de Saracusta por el este como el castillo de Alfajarín y el castillo de La Puebla de Alfindén, que se encuentran muy cercanos. Posiblemente fueron modificados posteriormente por los cristianos tras ser reconquistados estos territorios en 1118 por Alfonso I el Batallador.

## Descripción
El castillo de Villafranca de Ebro es un pequeño castillo que se compone de una torre fortificada y un recinto a modo de albacara que lo rodea, todo ello construido en mampostería y tapial. 
La torre, situada al norte del recinto, tiene planta rectangular y como todas las torres defensivas tiene la entrada situada en altura y conserva saeteras que atraviesan los gruesos muros de más de metro y medio de espesor. En origen podría haber tenido tres plantas, si bien hoy en día se encuentra muy rebajada en altura. Los restos que contemplamos hoy en día, parecen corresponder al siglo XII, sobre una edificación preexistente, de origen musulmán de los siglos X o XI. 
En 1936, durante la guerra Civil Española, en este punto se construyó un punto de observación y se construyeron trincheras en el recinto del castillo, lo que provocó daño en la primitiva estructura del castillo.